# Pimba (Comores)
Pour les articles homonymes, voir Pemba et Pimba (homonymie).
 (novembre 2013).
Si vous disposez d'ouvrages ou d'articles de référence ou si vous connaissez des sites web de qualité traitant du thème abordé ici, merci de compléter l'article en donnant les références utiles à sa vérifiabilité et en les liant à la section « Notes et références ».
Pimba est une commune de l'union des Comores située dans l'ile de la Grande Comore, dans la Préfecture de Mbadjini-Est. 

## Liste des villages composant la commune
- Simboussa
- Inane
- Ngambeni
- Bandamadji-Lakouboini
- Dar-Salama
- Mlali Mbajini
- Ngnoum Milima
- Nkourani Mkanga
- Didjoni
- Kové